# Tollare folkhögskola
Tollare folkhögskola är sedan år 1952 en av IOGT-NTO:s två folkhögskolor och ligger på Värmdön öster om Stockholm, i Boo i Nacka kommun. Dock beslöts det år 1945 att Tollare skulle bli IOGT:s folkhögskola, men skolan räknar år 1952 som starten.
Skolans lokaler inryms i bland annat Tollare gård som fram till 1829 var gård under Boo gård och fick sin nuvarande prägel på 1870- till 1880-talen. Ombyggnad till skola med nya elevhemslängor ritades av arkitekt Curt Strehlenert 1982–1983. Här bedrivs undervisning på gymnasienivå och i journalistik och socialt arbete. Dessutom ordnas kortkurser i samverkan med föreningar, företag och ideella organisationer som nykterhetsrörelsen och Fryshuset.
Till Tollare hör en rättarebostad som förr användes av arbetsledaren i jordbruket.
Oscar Olsson 1877–1950 var en pionjär inom svensk folkbildning och grundare av landets första studiecirkel. Delar av hans bibliotek finns bevarat i ett rum på Tollare och kan användas för forskning.

## Skolans rektorer
| År        | Rektor          |
| --------- | --------------- |
| 1952–1958 | Gösta Vestlund  |
| 1958–1976 | Sven Z Sundin   |
| 1977–1981 | Björn Höjer     |
| 1981–1990 | Lars Svedberg   |
| 1990–1991 | Berit Forsberg  |
| 1991–1996 | Rune Nilsson    |
| 1996–2010 | Eva Önnesjö     |
| 2010–2015 | Anders Svensson |
| 2015–2020 | Mats Kempinsky  |
| 2020–2021 | Anna Eriksson   |

## Bilder

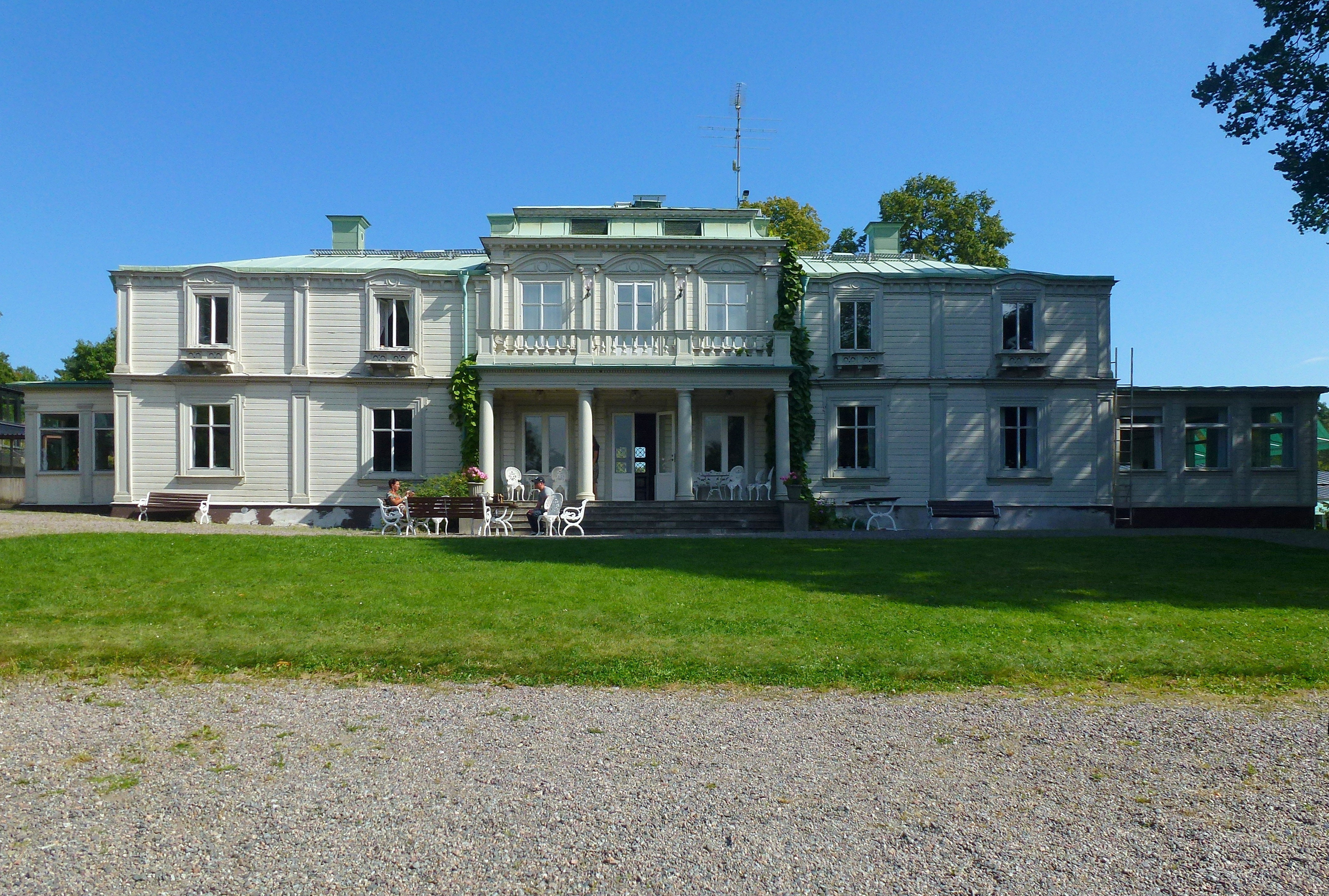
Huvudbyggnaden
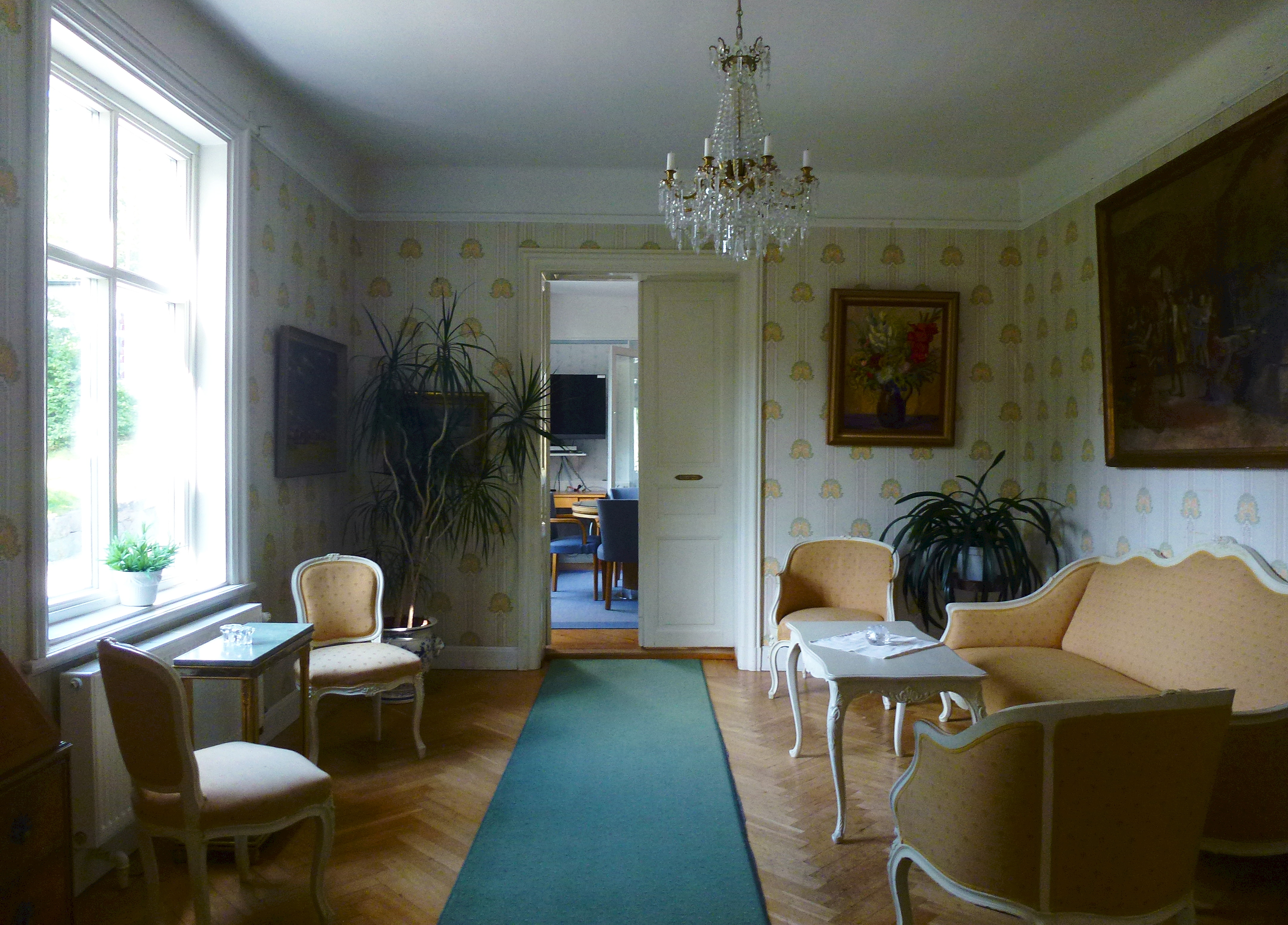
Interiör i huvudbyggnaden
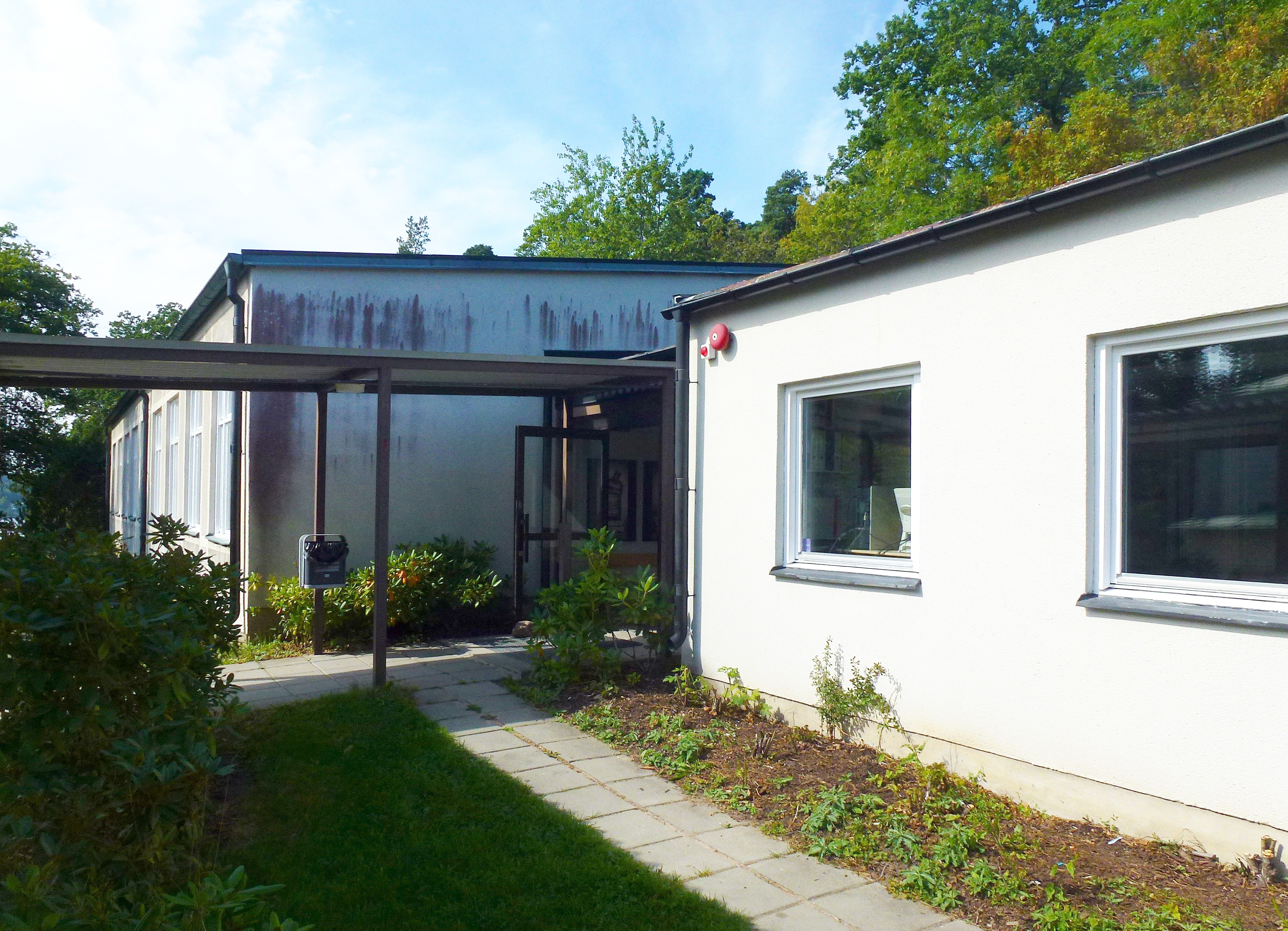
Undervisningslokaler
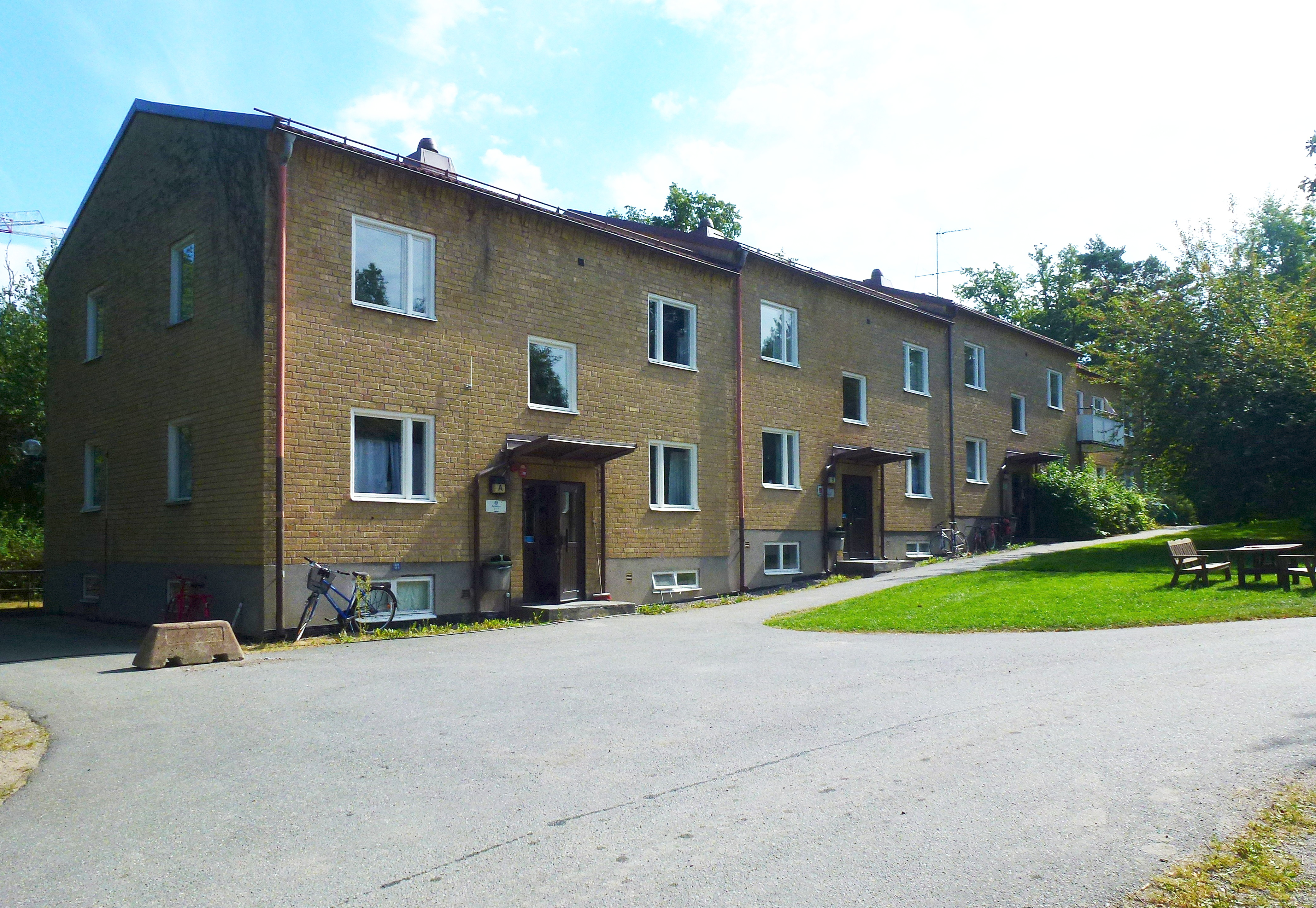
Elevhemmet